# Vrångsjön (Färgelanda socken, Dalsland)
Vrångsjön är en sjö i Färgelanda kommun i Dalsland och ingår i Örekilsälvens huvudavrinningsområde. Sjön är 6,5 meter djup, har en yta på 1,01 kvadratkilometer och befinner sig 108,3 meter över havet. Sjön avvattnas av vattendraget Björnåsebäcken.

## Delavrinningsområde
Vrångsjön ingår i det delavrinningsområde (650050-127187) som SMHI kallar för Utloppet av Vrångsjön. Medelhöjden är 124 meter över havet och ytan är 7,64 kvadratkilometer. Det finns inga avrinningsområden uppströms utan avrinningsområdet är högsta punkten. Björnåsebäcken som avvattnar avrinningsområdet har biflödesordning 3, vilket innebär att vattnet flödar genom totalt 3 vattendrag innan det når havet efter 49 kilometer. Avrinningsområdet består mestadels av skog (69 procent). Avrinningsområdet har 1 kvadratkilometer vattenytor vilket ger det en sjöprocent på 13 procent.